# Eminescu (cratère)
Pour les articles homonymes, voir Eminescu.
Eminescu est un cratère d'impact présent sur la surface de Mercure. 

## Présentation
Le cratère fut ainsi nommé par l'Union astronomique internationale en 2008 en hommage au poète roumain Mihai Eminescu (1850-1889). 
Son diamètre est de 129 km. Il a donné son nom à la région de Mercure dans laquelle il se situe, le quadrangle d'Eminescu (quadrangle H-9). 
C'est un des nombreux cratères complexes à anneau central (« peak ring ») de la planète. 